# Tamrašská republika
Tamrašská republika, nebo též Pomácká republika (bulharsky Тъмръшка република – Tǎmrǎška republika) bylo samosprávné společenství pomackých obcí, které vzniklo po rusko-turecké válce v oblasti jižních Rodopů. Jednalo se o pokus o oddělení Pomaků od Východní Rumélie v letech 1879 až 1886, které skončilo úspěšným znovu začleněním oblasti do Osmanské říše.
V právním pojetí se nejednalo o republiku. Obce začleněné do tohoto společenství nikdy svoji nezávislost formálně nevyhlásily a nezískaly tedy ani uznání podle mezinárodního práva. Název je odvozen od jména bulharské historické oblasti Tǎmrǎš (Тъмръш).

## Geografie
Republika se rozkládala zhruba na jihu dnešního Bulharska, na historickém území Thrákie na horních tocích řek Văča a Asenica. Zprvu ji tvořilo 13 vesnic a 4 osady z historické oblasti Rupčos a 5 vesnic z oblasti Peštera. Od podzimu roku 1880 se přidalo ještě 5 pešterských vesnic a jedna osada.

## Historie

### Souvislosti
Po porážce Osmanské říše v rusko-turecké válce a Sanstefanském míru mělo v rámci Osmanské říše vzniknout autonomní „Velké Bulharsko“, ze kterého měla být stažena veškerá osmanská vojska. Na tomto území žilo kromě jiných národností i velké množství Turků, kteří začali zakládat vlastní partyzánské jednotky působící proti ruským posádkám.
Turecká vláda zorganizovala tzv. rodopské povstání pod přímým velením Velké Británie, jejímž cílem bylo oslabení Ruska. Povstalci byli vedeni britskými důstojníky a v jejich čele stál britský agent Stanislas Saint Clair, jenž byl před rusko-tureckou válkou britským konzulem ve Varně. Povstání trvalo od února do května, kdy se ruským jednotkám podařilo ho potlačit a  postoupit až k řece Ardě, která tvořila demarkační linii.
Z hlediska mezinárodní politiky splnilo povstání svůj účel, protože se stalo jedním z důvodů svolání Berlínského kongresu, který revidoval Sanstefanský mír. Podle této revize vznikly mimo jiné dva bulharské státy: Bulharské knížectví — formálně autonomní knížectví Osmanské říše, které bylo de facto zcela nezávislé, a Východní Rumélie — autonomní provincie Osmanské říše. Hranice vlastní Osmanské říše se v oblasti Rodop oproti předchozímu ujednání posunula jen nevýrazně na sever a značné množství muslimů (Pomaků a Turků) zůstalo v rámci Východní Rumélie.

### Vznik
V roce 1879 odmítly „vzpurné obce“ platit daně vládě Východní Rumelie a omezily přístup do této oblasti. Existovalo mnoho důvodů k tomuto činu: od odmítnutí převážně křesťanské vlády Východní Rumelie, přes strach z odplaty za účast při potlačování Dubnového povstání v Peruštici, Bojkově a Dedovu a z obnovy ozbrojených střetů (v oblasti operovaly během války jednotky kapitána Petko Vojvody), až po snahu vyhnout se placení daní.
Bulharský historik Vasil Dečov tvrdí, že skutečným důvodem bylo jmenování Mehmeta Beye, bývalého správce Karnobatu, místním okresním velitelem podle dekretu č. 3 guvernéra Alexandra Bogoridiho z 29. května 1879. Odštěpenecký vůdce Ahmed ağa Timirski prý očekával, že bude jmenován on. Nadto nový okresní velitel jmenoval soudním komisařem svého vlastního bratra Sadıqa Beye. Důvodem mohlo být i to, že jeden z bratrů Timirskiho se podílel na potlačení Dubnového povstání v Peruštici a okolí a s částí místního obyvatelstva utekli na jih před postupem ruské armády. Po skončení bojů se do Tǎmrǎše vrátili, načež odmítli platit daně jak Východní Rumélii, tak Osmanské říši.
V létě 1879 více než 100 místních předáků zvolilo v Trigradu tříčlennou radu a také pokladníka a velitele četnictva, kterým se stal İsmail Ağa (bratr Ahmeda Timirskiho). Shromáždění rozhodlo, že není nikomu pořízeno. Neformálním vůdcem „Pomácké republiky“ zůstal Timirski.

### Zánik

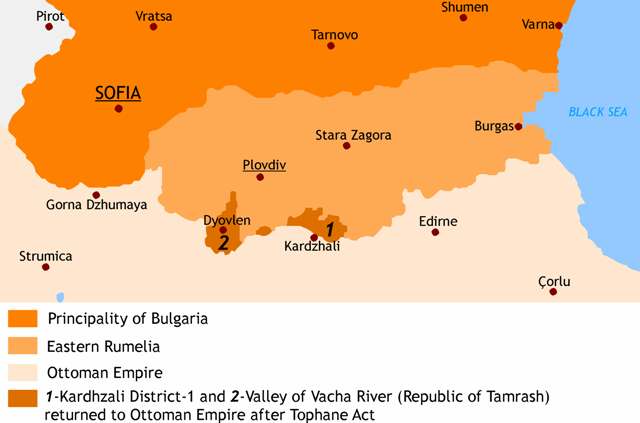
Mapa rumelijských oblastí odstoupených v roce 1886 Osmanské říši (Tamrašská republika je označena číslem 2)

Přes rozličná vyjednávání zůstalo území prakticky nezávislé, i když na něm osmanský vliv postupně vzrůstal. Východní Rumélie nechtěla vojensky zasáhnout z obavy před mezinárodní reakcí a sama postupně spěla ke sjednocení s Bulharskem, což se uskutečnilo Plovdivským převratem v září 1885. Přestože tím došlo k porušení závěrů Berlínského kongresu, osmanská vláda reagovala umírněně a požadovala územní kompenzaci, které se jí dostalo odstoupením oblastí s vysokým podílem muslimů, kam patřilo území Tamrašské republiky a okolí města Kardžali. Obě oblasti byly v roce 1886 připojeny k Osmanské říši.

### Vyjednávání a diplomacie
Ohledně přechodu vlády pod Východní Rumélii bylo vedeno několik jednání:
- 1880 – předáci v zásadě souhlasili s přechodem pod Východní Rumélii, ale odmítli odevzdat moc a zbraně ze strachu, že budou napadeni rebely z Rodopů, které nebyly v oné době nijak dobře střeženy.
- zima 1880 – osmanská, bulharská a pomacká strana se dohodly, že čtyři nově přistoupivší dědiny budou vráceny pod správu Východní Rumélie.
- 1881 – Osmanská říše tajně separatisty uznala a vydala příkazy vesnickým předákům ohledně vybírání daní.
- 1882 – východní Rumelia zmrazila proces připojování „Pomácké republiky“.
- 1885 – turečtí vojáci obsadili „Pomáckou republiku“.
- 1886 – podle smlouvy v Tophane připadla „Pomácká republika“ Osmanské říši.[4]

## Správa
Rada:
- velitel – Hasan Ağa (z Trigradu)
- zástupce velitele – hadži Mustafa Külünk (z Bedenu)
- zástupce velitele – Mustafa Eyyüb (z Mugly)

Četnictvo bylo tvořeno 20 muži a na vesnické předáky, kteří byli voleni, byly přeneseny rozsáhlé policejní, správní a soudní pravomoci. Sídlem zprávy byl zpočátku Trigrad, později Nastan, a pak Michalkovo a jiné větší dědiny.
Oproti rumelijské a osmanské správě vyměřovala místní správa nižší daně, což přispělo k rozšíření vlivu „republiky“.
Zajímavostí je, že přes neformální nezávislost oblasti poskytla vláda Východní Rumélie pomoc v hotovosti na obnovu obce Tǎmrǎš. Dalším výmluvným faktem je, že v roce 1880 část „vzbouřených vesnic“ vpustila skrutátory při sčítání lidu ve Východní Rumélii.